# خورخه آلساندری
خورخه آلساندری رودریگز (انگلیسی: Jorge Alessandri Rodríguez؛ ۱۹ مهٔ ۱۸۹۶ – ۳۱ اوت ۱۹۸۶) یک سیاستمدار اهل شیلی بود. وی از ۳ نوامبر ۱۹۵۸ تا ۳ نوامبر ۱۹۶۴ رئیس‌جمهور این کشور بود.
خورخه آلساندری در ۳۱ اوت ۱۹۸۶، در سن ۹۰ سالگی درگذشت.